# ペイロード (コンピュータ)
コンピューティングや情報通信において、ペイロード（英語: payload）とは、送信データのうち、実際に意図されたメッセージの部分のことである。ペイロードに、その送信・伝送を可能にするためのヘッダやメタデータが付加されて、送信データとして送信される。
コンピュータウイルス、ワームなどのマルウェアの場合は、悪意のある動作をする部分のコードのことをペイロードという。

## ネットワーク
コンピュータネットワークでは、送信されるデータがペイロードである。ほとんどの場合、ペイロードは何らかのフレームフォーマットでカプセル化され、それはフレームビットとフレームチェックシーケンスで構成される。フレームフォーマットには、イーサネットフレーム、Point-to-Point Protocol(PPP)フレーム、ファイバーチャネルフレーム、V.42モデムフレームなどがある。

## プログラミング
プログラミングでは、ペイロードという用語は、メッセージ・プロトコルに関連して、プロトコルのオーバーヘッドと実際のデータを区別するために使われることが多い。
例えば、以下のようなJSONによるウェブサービスの応答では、"Hello, world!"という文字列がこのJSONメッセージのペイロードであり、その他の部分はオーバーヘッドである。
```
{ "data": { "message": "Hello, world!" } }
```

## セキュリティ
コンピュータセキュリティでは、ペイロードとは、ユーザのプライベートテキストの一部で、データの削除、スパムの送信、データの暗号化などの悪意のある動作を行うワームやウイルスなどのマルウェアを含んでいる可能性のあるもののことを指す。このようなマルウェアには、ペイロードのほかに、単に自分自身を広めたり、検出を回避したりするためのオーバーヘッドコードが含まれているのが一般的である。